# عبد الله الزهراني
عبد الله الزهراني (28 أكتوبر 1978)، ممثل سعودي، وعضو جمعية الثقافة والفنون.

## حياته
ممثل تلفزيوني ومسرحي وعضو جمعية الثقافة والفنون، متزوّج ولديه ولدان؛ ومن هواياته التمثيل (مسرح - تلفزيون - إذاعة)، الكتابة، الموسيقى والشّعر.

## أعماله

### المسلسلات
- 2003: ايام الشتات.
- 2005: امرأة لا تشبه القمر.
- 2007: طاش ما طاش 15.
- 2009: فيلم ضربة شمس.
- 2011: هند ستاني 2.
- 2011: طاش ما طاش 18.
- 2011: أنا آسف.
- 2014: مسرحية ما يصح إلا الصحيح.
- 2014: برنامج فايف جي.
- 2015: سيلفي.
- 2015: حصاد الزمن.
- 2016: واي فاي 4.
- 2016. سيلفي 2.
- 2018: عوض أبا عن جد.
- 2019: هايبر لوب.
- 2021 ربع نجمة

### من البرامج
- 2014 برنامج فايف جي.
- النشرة ال.

### سيت كوم
- 2009 كوميدو.

## روابط خارجية
- عبد الله الزهراني على موقع قاعدة بيانات الأفلام العربية